# The Sims: House Party
The Sims: House Party  è la seconda espansione uscita per il videogioco di simulazione per PC The Sims, con la quale i Sim potranno divertirsi a organizzare feste in casa.

## Caratteristiche
Sono stati introdotti nuovi personaggi (come "Gabby il mimo" o la ballerina della torta) e nuovi oggetti (ad es. la torta di compleanno, inoltre sono state aggiunte altre radio più grandi e adatte alla festa con amici), nonché nuovi stili di ballo, tipi di interazione, oggetti in tema e molte musiche. Tra le nuove ambientazioni che sono state rese disponibili ci sono la "country", la "western", quella "hawaiana" e il "rave party".

### Feste in casa con gli amici
In The Sims House Party si possono organizzare le feste in casa, sempre utilizzando il telefono. Dopo circa mezz'ora, arriveranno alcuni amici oppure altri (che si possono definire NPC, poiché non si possono trovare in nessuna casa e non sono controllabili dallo stesso giocatore) che andranno via, quando sarà mezzanotte e sullo schermo comparirà il messaggio relativo ai Sim che vanno via. Si può chiamare il Catering, personaggio introdotto nell'espansione precedente, che preparerà il buffet e riempirà il contenitore per il punch per i Sim.

### Nuovi oggetti
Sono stati inoltre inseriti 
100 oggetti, tra cui: il toro meccanico, il baule dei costumi (dal quale si può scegliere il vestito che si preferisce, dalla toga ai gonnellini), la gabbia da discoteca, il fuoco da bivacco (intorno al quale si potranno arrostire salsicce e raccontare storie di fantasmi), il crea bolle, tavoli da catering, piste da ballo, bar a tema, giradischi e stand per DJ.

### Nuovi PNG
Tra le novità vi è anche l'introduzione di diversi personaggi non giocanti, quali: 
- intrattenitori/ballerini: nascosti nella grande torta che si può acquistare nella sezione di oggetti "Varie", i sexy intrattenitori (sia maschi che femmine) fuoriescono se si clicca sul medesimo oggetto e si selezione l'apposito comando; l'intrattenitore potrebbe suscitare un po' di gelosia da altre persone alla festa, flirteranno con i Sim adulti (sia sposati che single) e possono baciare altri Sim alla fine della loro esibizione (ma i Sim giocabili non possono baciare o interagire in alcun modo con gli intrattenitori). Se un bambino è presente nella stanza in cui si esibisce un intrattenitore, il bambino sarà scacciato fuori dalla stanza dagli adulti presenti. L'intrattenitore maschio potrebbe essere Chip il ballerino (Chip the Dancer) o El Viz il ballerino (El Viz the Dancer, il cui nome e aspetto è un riferimento a Elvis Presley), mentre l'intrattenitrice femminile potrebbe essere Bunny la ballerina (Bunny the Dancer) o Jane la Gorilla (Jane the Gorilla, che apparirà se nel lotto è presente un bambino).
- Drew Carey: apparirà se il videogiocatore starà organizzando una grande festa, e verrà a casa in una limousine.
- Gabby il mimo (Gabby the Mime): arriverà ogni volta che un Sim organizza una brutta festa  e, come il Clown Tragico, cercherà di rendere più felici gli ospiti, ma finirà per peggiorare le cose; i giocatori possono schiaffeggiarlo, anche se questo ha scarso effetto, e rifiuterà sempre quando gli viene chiesto di andarsene. L'unico modo per sbarazzarsi di lui è rendere tutti più felici, terminare la festa o eliminarlo usando il trucco noto come "moveobjects". Usa parole come "zem" e "eez", indossa un basco rosso e una maglietta a strisce orizzontali blue e bianche con bretelle rosse e, quando appare, suona una musica di fisarmonica, il che implica che sia francese. È noto inoltre tra i videogiocatori per rubare oggetti dalla casa del Sim.
- i caterer;
- i guastafeste (party crasher): Pete e Paulette Dropinsky potrebbero entrare quando una festa inizia a diventare buona; Pete Dropinsky comincerà a rompere tutti gli gnomi da giardino che troverà nel lotto. Entrambi possono essere cacciati via, sebbene potrebbe essere necessario insistere e ripetere più volte l'invito ad andarsene.